# Negeta tenax
Negeta tenax är en fjärilsart som beskrevs av Saalmüller 1884. Negeta tenax ingår i släktet Negeta och familjen trågspinnare. Inga underarter finns listade i Catalogue of Life.